# Jefferson Trust Company
Jefferson Trust Company es un edificio histórico ubicado en Hoboken, condado de Hudson, Nueva Jersey (Estados Unidos). Fue construido en 1912 y se agregó al Registro Nacional de Lugares Históricos el 13 de febrero de 1986. La compañía fiduciaria original fracasó durante la Gran Depresión y el edificio pasó a una sucesión de propietarios. Fue construido con granito y ladrillo. Gran parte del interior de yeso original permanece intacto. Se transformó en condominios de lujo en la década de 2000.